# Alive in an Ultra World
„Alive in an Ultra World“ е концертен албум на американския китарист Стив Вай, записан през 2000 г., по време на турнето за албума „The Ultra Zone“ и издаден през 2001 г. Песните в този албум са написани специално за страните, които Вай се готви да посети. Освен „Devil's Food“ и „Whispering a Prayer“ (които могат да се чуят съответно в „Fire Garden“ и „G3 Live: Rockin' in the Free World“) тези песни не могат да се чуят в нито един от другите му албуми.

### Диск едно
1. „Giant Balls of Gold“ – 4:45
  - Песен за Полша
2. „Burning Rain“ – 4:50
  - Песен за Япония
3. „The Black Forest“ – 6:38
  - Песен за Германия
4. „Alive in an Ultra World“ – 3:53
  - Песен за Словения
5. „Devil's Food“ – 10:09
  - Песен за Холандия
6. „Blood and Glory“ – 4:53
  - Песен за Великобритания
7. „Whispering a Prayer“ – 8:45
  - Песен за Ирландия
8. „Iberian Jewel“ – 4:38
  - Песен за Испания

### Диск две
1. „The Power of Bombos“ – 5:04
  - Песен за Гърция
2. „Incantation“ – 8:53
  - Песен за България
3. „Light of the Moon“ – 5:47
  - Песен за Австралия
4. „Babushka“ – 6:42
  - Песен за Румъния
5. „Being with You (In Paris)“ – 6:24
  - Песен за Франция
6. „Principessa“ – 5:51
  - Песен за Италия
7. „Brandos Costumes (Gentle Ways)“ – 6:04
  - Песен за Португалия